# Helicopsyche gibbsi
Helicopsyche gibbsi là một loài Trichoptera trong họ Helicopsychidae. Chúng phân bố ở miền Australasia.